# 古斯塔夫·吕达尔
古斯塔夫·吕达尔（瑞典語：Gustav Rydahl，1994年9月11日—），瑞典男子冰球运动员，场上位置是前锋。他曾代表瑞典国家队参加2022年冬季奥林匹克运动会冰球比赛，获得第4名。